# Giải bóng đá Vô địch U-15 Quốc gia 2025
Giải bóng đá Vô địch U-15 Quốc gia 2025, tên gọi chính thức là Giải bóng đá Vô địch U-15 Quốc gia – Cúp Acecook 2025 vì lý do tài trợ, là mùa giải thứ 21 của Giải bóng đá Vô địch U-15 Quốc gia do Liên đoàn bóng đá Việt Nam (VFF) và tổ chức. Mùa giải này diễn ra theo hai giai đoạn, vòng loại sẽ diễn ra từ ngày 19 tháng 6 đến ngày 13 tháng 7 năm 2025. Vòng chung kết của giải gồm 12 đội bóng, diễn ra từ ngày 20 tháng 7 đến ngày 01 tháng 8 năm 2025. 
PVF là đương kim vô địch của giải đấu sau khi đánh bại Bà Rịa – Vũng Tàu với tỷ số 4-1 trong trận chung kết năm 2024.

## Vòng loại
Vòng loại diễn ra từ ngày 2 đến 25 tháng 8 năm 2024, với sáu bảng đấu chia theo khu vực địa lý. Các đội bóng ở mỗi bảng thi đấu vòng tròn hai lượt tính điểm, chọn sáu đội nhất bảng và năm đội đứng thứ mhì bảng có thành tích tốt nhất tham dự vòng chung kết. 

### Các đội vượt qua vòng loại
| Câu lạc bộ | Tư cách vượt qua vòng loại | Tham dự gần nhất |
| ---------- | -------------------------- | ---------------- |
|            | Chủ nhà                    |                  |
|            | Nhất bảng A                |                  |
|            | Nhất bảng B                |                  |
|            | Nhất bảng C                |                  |
|            | Nhất bảng D                |                  |
|            | Nhất bảng E                |                  |
|            | Nhất bảng F                |                  |
|            |                            |                  |
|            |                            |                  |
|            |                            |                  |
|            |                            |                  |
|            |                            |                  |
|            |                            |                  |

## Đội hình
Cầu thủ sinh từ ngày 01 tháng 1 năm 2010 đến ngày 31 tháng 12 năm 2011 có đủ điều kiện để tham dự giải đấu. Mỗi đội tuyển phải đăng ký một đội hình tối thiểu 18 cầu thủ và tối đa 30 cầu thủ. Trong đó, danh sách phải có tối thiểu 2 thủ môn và tối đa 1 cầu thủ nước ngoài gốc Việt Nam (Quy định mục 7.1).

## Vòng bảng

### Các tiêu chí
Các đội được xếp hạng theo điểm (3 điểm cho 1 trận thắng, 1 điểm cho 1 trận hòa, 0 điểm cho 1 trận thua), và nếu bằng điểm, các tiêu chí sau đây được áp dụng theo thứ tự, để xác định thứ hạng:
1. Điểm trong các trận đối đầu trực tiếp giữa các đội bằng điểm;
2. Hiệu số bàn thắng thua trong các trận đối đầu trực tiếp giữa các đội bằng điểm;
3. Số bàn thắng ghi được trong các trận đối đầu trực tiếp giữa các đội bằng điểm;
4. Nếu có nhiều hơn hai đội bằng điểm, và sau khi áp dụng tất cả các tiêu chí đối đầu ở trên, một nhóm nhỏ các đội vẫn còn bằng điểm nhau, tất cả các tiêu chí đối đầu ở trên được áp dụng lại cho riêng nhóm này;
5. Hiệu số bàn thắng thua trong tất cả các trận đấu bảng;
6. Số bàn thắng ghi được trong tất cả các trận đấu bảng;
7. Sút luân lưu nếu chỉ có hai đội bằng điểm và họ gặp nhau trong trận cuối cùng của bảng;
8. Điểm thẻ phạt (thẻ vàng = –1 điểm, thẻ đỏ gián tiếp (2 thẻ vàng) = –3 điểm, thẻ đỏ trực tiếp = –3 điểm, thẻ vàng và thẻ đỏ trực tiếp = –4 điểm);
9. Bốc thăm.

### Bảng A
| VT | Đội         | ST | T | H | B | BT | BB | HS | Đ | Giành quyền tham dự             |
| -- | ----------- | -- | - | - | - | -- | -- | -- | - | ------------------------------- |
| 1  | Hà Nội      | 3  | 2 | 1 | 0 | 11 | 3  | +8 | 7 | Lọt vào Vòng đấu loại trực tiếp |
| 2  | PVF (H)     | 3  | 2 | 0 | 1 | 6  | 6  | 0  | 6 | Lọt vào Vòng đấu loại trực tiếp |
| 3  | Tây Ninh    | 3  | 1 | 1 | 1 | 5  | 5  | 0  | 4 |                                 |
| 4  | SHB Đà Nẵng | 3  | 0 | 0 | 3 | 1  | 9  | −8 | 0 |                                 |

| PVF                                                              | 1-0                  | SHB Đà Nẵng |
| ---------------------------------------------------------------- | -------------------- | ----------- |
| - Nguyễn Tài Đức Nam 42' - Phạm Tuấn Kiệt 49' - Đặng Cao Duy 88' | Chi tiết ON FOOTBALL |             |

| Hà Nội | 1-1      | Tây Ninh |
| --- | -------- | -------- |
| - Hồ Nghĩa Bảo Khánh 40' - Nguyễn Văn Tấn 45' - Phạm Đình Quân 51' (l.n.) - Vũ Huy Hiệu 57' - Trần Huy Huỳnh 66' | Chi tiết |          |

| SHB Đà Nẵng | 0-6 | Hà Nội |
| ----------- | --- | ------ |
|             |     |        |

| Tây Ninh | 2-3                    | PVF |
| -------- | ---------------------- | --- |
|          | [Chi tiết] ON FOOTBALL |     |

| PVF | 2-4                    | Hà Nội |
| --- | ---------------------- | ------ |
|     | [Chi tiết] ON FOOTBALL |        |

| SHB Đà Nẵng | 1-2 | Tây Ninh |
| ----------- | --- | -------- |
|             |     |          |

### Bảng B
| VT | Đội                  | ST | T | H | B | BT | BB | HS | Đ | Giành quyền tham dự             |
| -- | -------------------- | -- | - | - | - | -- | -- | -- | - | ------------------------------- |
| 1  | Thể Công – Viettel I | 3  | 2 | 0 | 1 | 10 | 4  | +6 | 6 | Lọt vào Vòng đấu loại trực tiếp |
| 2  | Đồng Tháp            | 3  | 2 | 0 | 1 | 6  | 3  | +3 | 6 | Lọt vào Vòng đấu loại trực tiếp |
| 3  | Kon Tum              | 3  | 2 | 0 | 1 | 6  | 7  | −1 | 6 | Lọt vào Vòng đấu loại trực tiếp |
| 4  | Đồng Nai             | 3  | 0 | 0 | 3 | 3  | 11 | −8 | 0 |                                 |

| Thể Công – Viettel I                                                   | 6-0                                        | Kon Tum                                       |
| ---------------------------------------------------------------------- | ------------------------------------------ | --------------------------------------------- |
| - Bùi Đức Anh 24', 37', 50' - Khà Đức Nguyên 68', 90' - Đỗ Sơn Hải 79' | Chi tiết Facebook VFF, Youtube VFF Channel | - Kiều Tấn Tài 49' - Mai Gia Huy 90+3' (l.n.) |

| Đồng Nai | 1-3      | Đồng Tháp |
| --- | -------- | --- |
| - Nguyễn Duy Sang 22' - Nguyễn Minh Nhật 26' - Nguyễn Trọng Quang Linh 35' - Kiều Minh Nhân 69' - Lưu Nhựt Hào 88' | Chi tiết | - Nguyễn Đình Khương 21' - Dương Ngọc Hiếu 31' - Phan Đăng Khôi 33' - Ngô Quốc Trung 75' - Trương Quốc Hào 81' |

| Kon Tum | 4-1                                          | Đồng Nai |
| ------- | -------------------------------------------- | -------- |
|         | [Chi tiết] Facebook VFF, Youtube VFF Channel |          |

| Đồng Tháp | 3-0                                          | Thể Công – Viettel I |
| --------- | -------------------------------------------- | -------------------- |
|           | [Chi tiết] Facebook VFF, Youtube VFF Channel |                      |

| Thể Công – Viettel I | 4-1                                          | Đồng Nai |
| -------------------- | -------------------------------------------- | -------- |
|                      | [Chi tiết] Facebook VFF, Youtube VFF Channel |          |

| Kon Tum | 2-0                                          | Đồng Tháp |
| ------- | -------------------------------------------- | --------- |
|         | [Chi tiết] Facebook VFF, Youtube VFF Channel |           |

### Bảng C
| VT | Đội               | ST | T | H | B | BT | BB | HS  | Đ | Giành quyền tham dự             |
| -- | ----------------- | -- | - | - | - | -- | -- | --- | - | ------------------------------- |
| 1  | Sông Lam Nghệ An  | 3  | 1 | 2 | 0 | 9  | 4  | +5  | 5 | Lọt vào Vòng đấu loại trực tiếp |
| 2  | Đắk Lắk           | 3  | 1 | 2 | 0 | 9  | 4  | +5  | 5 | Lọt vào Vòng đấu loại trực tiếp |
| 3  | Hồng Lĩnh Hà Tĩnh | 3  | 1 | 2 | 0 | 7  | 2  | +5  | 5 | Lọt vào Vòng đấu loại trực tiếp |
| 4  | An Giang          | 3  | 0 | 0 | 3 | 0  | 15 | −15 | 0 |                                 |

| Hồng Lĩnh Hà Tĩnh | 1-1                                          | Đắk Lắk |
| ----------------- | -------------------------------------------- | ------- |
|                   | [Chi tiết] Facebook VFF, Youtube VFF Channel |         |

| An Giang | 0-5 | Sông Lam Nghệ An |
| -------- | --- | ---------------- |
|          |     |                  |

| Đắk Lắk | 5-0 | An Giang |
| ------- | --- | -------- |
|         |     |          |

| Sông Lam Nghệ An | 1-1                                          | Hồng Lĩnh Hà Tĩnh |
| ---------------- | -------------------------------------------- | ----------------- |
|                  | [Chi tiết] Facebook VFF, Youtube VFF Channel |                   |

| Hồng Lĩnh Hà Tĩnh | 5-0      | An Giang |
| ----------------- | -------- | -------- |
|                   | Chi tiết |          |

| Đắk Lắk | 3-3      | Sông Lam Nghệ An |
| ------- | -------- | ---------------- |
|         | Chi tiết |                  |

### Xếp hạng các đội đứng thứ ba bảng đấu
| VT | Bg | Đội               | ST | T | H | B | BT | BB | HS | Đ | Giành quyền tham dự     |
| -- | -- | ----------------- | -- | - | - | - | -- | -- | -- | - | ----------------------- |
| 1  | B  | Kon Tum           | 3  | 2 | 0 | 1 | 6  | 7  | −1 | 6 | Vòng đấu loại trực tiếp |
| 2  | C  | Hồng Lĩnh Hà Tĩnh | 3  | 1 | 2 | 0 | 7  | 2  | +5 | 5 | Vòng đấu loại trực tiếp |
| 3  | A  | Tây Ninh          | 3  | 1 | 1 | 1 | 5  | 5  | 0  | 4 |                         |

## Vòng đấu loại trực tiếp
Trong vòng đấu loại trực tiếp, loạt sút luân lưu được sử dụng để quyết định đội thắng nếu cần thiết. Sẽ không có hiệp phụ sau khi kết thúc 90 phút thi đấu hiệp phụ.
Các trường hợp
Các trận đấu cụ thể giữa các đội xếp thứ ba sẽ phụ thuộc vào hai đội xếp thứ ba sẽ giành quyền vào vòng tứ kết:
| Lượt trận | PA1: 3A, 3B           | PA2: 3A, 3C           | PA3: 3B,3C            |
| --------- | --------------------- | --------------------- | --------------------- |
| Tứ kết    | TK1: 1A-2C            | TK1: 1A-3C            | TK1: 1A-3C            |
| Tứ kết    | TK2: 1B-3A            | TK2: 1B-3A            | TK2: 1B-2A            |
| Tứ kết    | TK3: 1C-3B            | TK3: 1C-2B            | TK3: 1C-3B            |
| Tứ kết    | TK4: 2A-2B            | TK4: 2A-2C            | TK4: 2B-2C            |
| Bán kết   | Thắng TK1 - Thắng TK2 | Thắng TK1 - Thắng TK3 | Thắng TK1 - Thắng TK4 |
| Bán kết   | Thắng TK3 - Thắng TK4 | Thắng TK2 - Thắng TK4 | Thắng TK2 - Thắng TK3 |

### Sơ đồ
|  | Tứ kết               | Tứ kết           |                 |  | Bán kết | Bán kết |  |  | Chung kết | Chung kết |
|  |                      |                  |                 |  |         |         |  |  |           |           |
|  | 28/7                 |                  |                 |  |         |         |  |  |           |           |
|  |                      |                  |                 |  |         |         |  |  |           |           |
|  | Hà Nội               | 2 (4)            |                 |  |         |         |  |  |           |           |
|  | Hà Nội               | 2 (4)            | 30/7            |  |         |         |  |  |           |           |
|  | Hồng Lĩnh Hà Tĩnh    | 2 (1)            |                 |  |         |         |  |  |           |           |
|  | Hồng Lĩnh Hà Tĩnh    | 2 (1)            | Hà Nội          |  |         |         |  |  |           |           |
|  | 28/7                 |                  |                 |  |         |         |  |  |           |           |
|  |                      | Đồng Tháp        |                 |  |         |         |  |  |           |           |
|  | Đồng Tháp            | 3                |                 |  |         |         |  |  |           |           |
|  | Đồng Tháp            | 3                | 01/8            |  |         |         |  |  |           |           |
|  | Đắk Lắk              | 2                |                 |  |         |         |  |  |           |           |
|  | Đắk Lắk              | 2                | Thắng bán kết 1 |  |         |         |  |  |           |           |
|  | 28/7                 |                  |                 |  |         |         |  |  |           |           |
|  |                      | Thắng bán kết 2  |                 |  |         |         |  |  |           |           |
|  | Thể Công – Viettel I | 1                |                 |  |         |         |  |  |           |           |
|  | Thể Công – Viettel I | 1                | 30/7            |  |         |         |  |  |           |           |
|  | PVF                  | 3                |                 |  |         |         |  |  |           |           |
|  | PVF                  | 3                | PVF             |  |         |         |  |  |           |           |
|  | 28/7                 |                  |                 |  |         |         |  |  |           |           |
|  |                      | Sông Lam Nghệ An |                 |  |         |         |  |  |           |           |
|  | Sông Lam Nghệ An     | 2                |                 |  |         |         |  |  |           |           |
|  | Sông Lam Nghệ An     | 2                |                 |  |         |         |  |  |           |           |
|  | Kon Tum              | 0                |                 |  |         |         |  |  |           |           |
|  | Kon Tum              | 0                |                 |  |         |         |  |  |           |           |

### Tứ kết
| Hà Nội | v | Hồng Lĩnh Hà Tĩnh |
| ------ | - | ----------------- |
|        |   |                   |

| Thể Công – Viettel I | v | PVF |
| -------------------- | - | --- |
|                      |   |     |

| Sông Lam Nghệ An | v | Kon Tum |
| ---------------- | - | ------- |
|                  |   |         |

| Đồng Tháp | v | Đắk Lắk |
| --------- | - | ------- |
|           |   |         |

### Bán kết
| Hà Nội | v | Đồng Tháp |
| ------ | - | --------- |
|        |   |           |

| PVF | v | Sông Lam Nghệ An |
| --- | - | ---------------- |
|     |   |                  |

### Chung kết
| Thắng bán kết 1 | v | Thắng bán kết 2 |
| --------------- | - | --------------- |
|                 |   |                 |

## Thống kê

### Vô địch
| Vô địch Giải bóng đá Vô địch U-15 Quốc gia 2025 |
| ----------------------------------------------- |
| Lần thứ                                         |

### Các giải thưởng
Các giải thưởng sau đây đã được trao sau khi giải đấu kết thúc:
| Vua phá lưới | Cầu thủ xuất sắc nhất | Thủ môn xuất sắc nhất | Giải phong cách |
| ------------ | --------------------- | --------------------- | --------------- |
|              |                       |                       |                 |

### Cầu thủ ghi bàn
Đã có 38 bàn thắng ghi được trong 12 trận đấu, trung bình 3.17 bàn thắng mỗi trận đấu.

| Xếp hạng | Cầu thủ | Câu lạc bộ | Số bàn thắng |
| -------- | ------- | ---------- | ------------ |
| 1        |         |            |              |

### Kỷ luật
Một cầu thủ tự động bị treo giò trong trận đấu tiếp theo nếu phải nhận một trong các hình phạt sau:
- Nhận 1 thẻ đỏ (thời gian treo giò vì thẻ đỏ có thể nhiều hơn nếu là lỗi vi phạm nghiêm trọng)
- Nhận 2 thẻ vàng trong 2 trận đấu khác nhau; thẻ vàng bị xóa sau giai đoạn của giải mà cầu thủ đó nhận thẻ vàng (điều này không được áp dụng đến bất kỳ trận đấu quốc tế nào khác trong tương lai)

| Cầu thủ | Vi phạm | Đình chỉ |
| ------- | ------- | -------- |
|         |         |          |

### Bảng xếp hạng chung cuộc
Theo quy ước thống kê trong bóng đá, các trận đấu được quyết định theo loạt sút luân lưu được tính là trận hòa.

| VT | Đội | ST | T | H | B | BT | BB | HS | Đ |
| -- | --- | -- | - | - | - | -- | -- | -- | - |